# Phymatodes testaceus
Espèce
Phymatodes testaceus, le phymatode variable ou longicorne variable, est une espèce d'insectes coléoptères de la famille des Cerambycidae, de la sous-famille des Cerambycinae.
Comme ses noms vernaculaires l'indiquent, l'adulte présente des couleurs très variées particulièrement au niveau des élytres, allant du jaune-rouge au bleu-noir.

## Description
Adulte long de 6 à 16 mm présentant un élargissement au niveau de chaque fémur, ce qui le différencie d'espèces proches. Les longues antennes du mâle dépassent la longueur du corps tandis que celles de la femelle sont légèrement plus courtes que chez ce dernier.

## Distribution
Eurasiatique : Europe, Transcaucasie, Turquie, Liban, Israël, nord de l'Iran ; Afrique du Nord. Introduit en Amérique.

## Écologie
Les larves creusent des galeries dans le bois de divers arbres au feuillage caduc (chêne, châtaignier, hêtre, saule, arbres fruitiers, etc.) en se limitant à l'écorce et l'aubier. Comme les œufs sont pondus dans les fissures des écorces, les larves peuvent se trouver dans les buches mais ne causent pas de dégâts aux bois écorcés et épargnent donc les bois d'œuvre (poutres, planches, lattes...), inutile d'envisager des traitements chimiques dans ce cas.